# Турска на Светском првенству у атлетици у дворани 2014.
Турска је учествовала на Светском првенству у атлетици у дворани 2014. одржаном у Сопоту од 7. до 9. марта четрнаести пут. Репрезентацију Турске је представљало три такмичара (2 мушкарца и 1 жена), који су се такмичили у две дисциплине.,
На овом првенству Турска није освојила ниједну медаљу. Није било нових националних, личних и рекорда сезоне. У табели успешности према броју и пласману такмичара који су учествовали у финалним такмичењима (првих 8 такмичара) Турска је са 1 учесником у финалу делила 34. место са 5 бодова.
| Плас. | Земља  | 1. место | 2. место | 3. место | 4. место | 5. место | 6. место | 7. место | 8. место | Бр. финал. | Бод. |
| ----- | ------ | -------- | -------- | -------- | -------- | -------- | -------- | -------- | -------- | ---------- | ---- |
| =34.  | Турска | 0        | 0        | 0        | 1        | 0        | 0        | 0        | 0        | 1          | 5    |

## Учесници
| Мушкарци: - Илхам Тануи Озбилен — 800 м - Али Каја — 1.500 м | Жене: - Гамзе Булут — 1.500 м |  |

## Резултати

### Мушкарци
| Атлетичар           | Дисциплина | Лични рекорд | Квалификације | Квалификације | Финале               | Финале       | Детаљи |
| Атлетичар           | Дисциплина | Лични рекорд | Резултат      | Место         | Резултат             | Место        | Детаљи |
| ------------------- | ---------- | ------------ | ------------- | ------------- | -------------------- | ------------ | ------ |
| Илхам Тануи Озбилен | 1.500 м    | 3:34,76 НР   | 3:39,31 кв    | 5. у гр. 3    | 3:39,10              | 4 / 22 (23)  |        |
| Али Каја            | 3.000 м    | 7:43,61      | 7:51,27       | 8. у гр. 1    | Није се квалификовао | 15 / 19 (20) |        |

### Жене
| Атлетичарка | Дисциплина | Лични рекорд | Квалификације | Квалификације | Финале                | Финале  | Детаљи |
| Атлетичарка | Дисциплина | Лични рекорд | Резултат      | Место         | Резултат              | Место   | Детаљи |
| ----------- | ---------- | ------------ | ------------- | ------------- | --------------------- | ------- | ------ |
| Гамзе Булут | 1.500 м    | 4:07,94 НР   | 4:24,52       | 6. у гр. 3    | Није се квалификовала | 20 / 20 |        |